# Reteporella watersi
Reteporella watersi is een mosdiertjessoort uit de familie van de Phidoloporidae. De wetenschappelijke naam van de soort is voor het eerst geldig gepubliceerd in 1907 door Nordgaard.